# Saint-Martin (Gebietskörperschaft)
Saint-Martin ist ein französisches Überseegebiet in der Karibik. Es erstreckt sich über den nördlichen Teil der Insel St. Martin. Der südliche Teil der geteilten Insel gehört zum niederländischen Überseegebiet Sint Maarten.
Saint-Martin gehört zur Europäischen Union und zur Eurozone, jedoch nicht zum Schengen-Raum.

## Geographie
Das Gebiet umfasst eine Fläche von 53,2 km² und hat 31.496 Einwohner (Stand 1. Januar 2022).
Zur Gebietskörperschaft gehören der Nordteil der Karibik-Insel St. Martin (der südliche Teil wird vom niederländischen Territorium Sint Maarten eingenommen) sowie einige unbewohnte Nebeninseln und Felsen wie Tintamarre, Îlet Pinel, Petite Clef, Caye Verte, Caye Chateau, Rocher de l’Anse Marcel und Rocher Créole.
Neben dem Hauptort Marigot gibt es folgende Siedlungen bzw. Ortsteile (quartiers):
1. Grand-Case
2. Rambaud
3. Colombier
4. Cul-de-Sac
5. Quartier d’Orléans.

Die ursprünglichen vier quartiers waren le Marigot, le Colombier, la Grande-Case und Orléans.
Die Verwaltung unterscheidet sechs quartiers, die nummeriert sind und für die nach Maßgabe des französischen Gesetzes 2002-276 vom 27. Februar 2002 conseils de quartier (etwa Ortsräte) eingerichtet wurden. Diese quartiers orientieren sich nicht genau an den Siedlungen und werden folgendermaßen beschrieben:
- Quartier 1 (Quartier d’Orléans): Alle Teile des Quartiers d’Orléans, Baie orientale.
- Quartier 2 (Grand-Case): Chevrise, Cul-de-Sac, alle Teile von Grand-Case, La Savane, Morne O’reilly, Wohnsiedlung La Savannah.
- Quartier 3 (Friar’s Bay): Alle Teile von Rambaud, alle Teile von Saint-Louis, Colombier, Cripple Gate (bzw. Colombier, Rambaud, St Louis, Friar’s Bay, Pic Paradis, Morne O’Reilly).[5]
- Quartier 4 (Agrément): Morne Valois, Agrément, Hameau du pont, Galis Bay, Grand Saint-Martin bis zum alten Hospital, Spring Concordia bis zum Stadion von Marigot.
- Quartier 5 (Marigot): Innenstadt (ab dem Stadion von Marigot) bis zur rue de Hollande, Saint-James, Bellevue, Innenstadt (ab dem alten Hospital) über die Uferpromenade bis zur Brücke von Sandy-Ground.
- Quartier 6 (Sandy Ground): ab der Brücke von Sandy-Ground, alle Teile von Sandy-Ground und Terres-Basses.

Die Namen der sechs verwaltungsmäßigen quartiers finden sich hier:
Der Code INSEE unterscheidet 10 iris unterhalb der Gemeindeebene (Code INSEE 978 01):
| Code INSEE  | iris                                     |
| ----------- | ---------------------------------------- |
| 978 01 0101 | Terres Basses-Baie Nettle-Sandy Ground   |
| 978 01 0102 | Marigot Est et Nord                      |
| 978 01 0103 | Marigot Centre et Sud                    |
| 978 01 0104 | Saint-James-Diamant-Bellevue             |
| 978 01 0105 | Spring-Concordia                         |
| 978 01 0106 | Galisbay-Agrement                        |
| 978 01 0107 | C. Gate-St Louis-Rambaud-Colomb.-Pic P.  |
| 978 01 0108 | La Savane-Gd Case-Anse Marcel-Cul de Sac |
| 978 01 0109 | Quartier d’Orleans-Gloire-Griselle       |
| 978 01 0110 | Grand Fond-Belle Plaine-Oyster Pond      |

Flughafen des französischen Inselteils ist der Flughafen Saint-Martin – Grand-Case.

## Politischer Status
Bis 2007 war der französische Teil Saint-Martins eine Gemeinde und bildete zusammen mit der Nachbarinsel Saint-Barthélemy ein Arrondissement des Übersee-Départements Guadeloupe, das Arrondissement Saint-Martin-Saint-Barthélemy (auch Arrondissement des Îles du Nord, „Arrondissement der nördlichen Inseln“). Sitz der Unterpräfektur war Marigot, ohne jedoch offiziell den Titel eines Hauptortes zu besitzen.
Nach einem im Jahr 2003 abgehaltenen Referendum trennte sich Saint-Martin – neben Saint-Barthélemy – am 22. Februar 2007 von Guadeloupe und wurde zu einer eigenen Collectivité d’outre-mer. Die Verwaltung wird auch in Zukunft der einer französischen Kommune entsprechen. Allerdings besitzen beide Collectivés fiskale Autonomie, wodurch französische Steuergesetze dort nicht automatisch gelten. Der Vertrag von Lissabon sieht vor, dass Saint-Martin Teil der Europäischen Union (und damit ihr westlichster Punkt) bleibt. Daher dürfen Nichtfranzosen, die aus einem EU-Land stammen, auch zukünftig an den Kommunalwahlen teilnehmen. Offizielles Zahlungsmittel von Saint-Martin ist der Euro.